# قدرت‌آباد (فهرج)
قدرت‌آباد، روستایی در دهستان چاهدگال بخش نگین کویر شهرستان فهرج در استان کرمان ایران است.

## جمعیت
بر پایه سرشماری عمومی نفوس و مسکن در سال ۱۳۹۵، جمعیت این روستا برابر با ۱۵۵ نفر (۴۹ خانوار) بوده‌است.